# Påhittiga Johansson
Påhittiga Johansson är en svensk serie av Axel Bäckman publicerad i Vårt Hem 1923–1940 samt 1945–1949 och i fyra julalbum. 
Serien handlar om Johansson som lever på landet och som uppenbarligen har en gård men som också gör inte närmare specificerade affärer. Han har en hustru och en svärmor med vilken han för traditionella seriefejder. I början av serien har han flera barn men tidigt i serien så kvarstår endast en son. I det digra persongalleriet ingår borgmästaren, bönder, en storljugande båtsman och Herr Greven och hans hustru och fransktalande betjänt. Inspirationen från Albert Engström är tydlig, framförallt i beskrivningen av bönder och torpare. Tonen är dock lättare och vänligare och serien är fri från sarkasm och alltför stark ironi. Många av skämten kan beskrivas som lätt absurdistiska och Bäckman återanvänder gärna vissa som det verkar favoritskämt.
Serien filmatiserades 1950 i regi av Hugo Bolander, se Påhittiga Johansson (film).